# André Roch
André Roch (* 21. August 1906 in Hermance bei Genf; † 19. November 2002 ebenda) war ein Schweizer Alpinist, Bergführer, Skirennläufer, Lawinenschutzexperte und Autor.

## Leben
André Roch wurde von seinem Vater Maurice Roch in die Berge eingeführt; schon jung war er ein passionierter Skifahrer und Bergsteiger. Er studierte an der ETH Zürich und in den USA Ingenieurwissenschaften, trat in den Akademischen Alpen-Club Zürich und 1928 in den Schweizer Alpen-Club ein.
Als Mitglied der Studenten-Skinationalmannschaft wurde er 1926 Weltmeister in der Abfahrt. 1934 erreichte er im Karakorum mit Ski eine Höhe von über 7000 Metern über Meer. In den Alpen gelangen ihm schwierige Besteigungen, darunter 25 Erstbegehungen, dazu kamen 27 Erstbegehungen oder -besteigungen auf mehreren Expeditionen im Himalaya. 1938 nahm er an einer Grönlandexpedition des Akademischen Alpen-Clubs Zürich teil, dabei wurden 16 Gipfel erstbestiegen. Mit einer Schweizer Expedition im Frühjahr 1952 erreichte er am Mount Everest den Südsattel. Damit war die Route vorbereitet, auf der Edmund Hillary und Tenzing Norgay im folgenden Jahr den Gipfel erreichten.
Während 30 Jahren arbeitete Roch als international anerkannter Lawinenschutzexperte am WSL-Institut für Schnee- und Lawinenforschung SLF in Davos. 1936 wurde Roch nach Aspen (Colorado) berufen, um beim Aufbau des Ski-Resorts mitzuarbeiten. Er wurde zum Mitbegründer des Aspen Ski Club, legte Skirouten und gab Skiunterricht. Nebst einer grossen Zahl von Ehrungen ernannten ihn der Schweizer Alpen-Club und der Akademische Alpen-Club Zürich zum Ehrenmitglied.
Roch publizierte mehrere Bücher, drehte Filme und war ein begabter Maler. Er war zweimal verheiratet, hatte einen Sohn und zwei Töchter. Eine Tochter starb 1962 bei einem Bergunfall, bei dem er selber dabei war.

## Erstbesteigungen (Auswahl)
- 1926 Wintererstbesteigung Dent du Requin (Mont-Blanc-Gebiet)
- 24. August 1929 Wellenkuppe-Nordwand (mit Jimmy Bélaieff)
- 20. September 1931 Nordwand der Aiguille de Triolet (mit Robert Gréloz)
- 1934 Teilnahme an Erstbesteigung Baltoro Kangri (7300 m) und Sia Kangri im Karakorum
- 1. August 1938 Mont Forel (3383 m) (mit Guido Pidermann, Carl Baumann)
- 8. August 1943 Täschhorn-Südwand, 3. Beg. in 15,5 Std. (mit Georges de Rham, Alfred Tissières, Gariel Chevalley)
- 3. August 1944 Dent Blanche, Grand-Couloir-Westflanke (mit Robert Gréloz, Jean Weigle)
- 6. August 1945 Zinalrothorn-Ostwand (mit Robert Gréloz, Ruedi Schmid)
- 25. Juli 1946 Westwand Aiguille du Plan (mit Robert Gréloz)
- 5. Juli 1939 Erstbesteigung Dunagiri (7066 m, mit Fritz Steuri, David Zogg)
- 1. August 1947 Erstbesteigung Satopanth (7075 m, mit René Ditterit, Alexander Graven, Alfred Sutter)
- 1947 Erstbesteigung Nanda Ghunti (6310 m)
- 1950 Zweitbesteigung Mount Logan (5959 m), Kanada

## Werke (Auswahl)
- Les conquêtes de ma jeunesse. Éditions Victor Attinger, Neuchâtel 1942.
- In Fels und Eis. Amstutz, Herdeg & Co., Zürich 1946.
- Mon carnet des courses. F. Rouge, Lausanne 1948.
- Karakorum/Himalaya: Bezwingung von Siebentausendern. Rascher Verlag, Zürich 1947.
- Die Gipfelwelt der Haute Route zwischen Montblanc und Saas Fee. Rascher Verlag, Zürich 1954.
- Everest, 1952. Jeheber, Genf 1952.
- Mechanism of avalanche release. Wilmette, Illinois, 1956.